# Rohrmünzmühle
Rohrmünzmühle ist ein Gemeindeteil der Gemeinde Grafling im Landkreis Deggendorf in Niederbayern. Die Einöde liegt am Fuß des Dreitannenriegels auf 690 m in Nachbarschaft des Graflinger Gemeindeteils Rohrmünz, direkt an der Kreisstraße DEG 19.
Namensgeber ist die ebenso benannte Rohrmünzmühle, ein Sägewerk, das umgeben ist von einem weitläufigen Waldgebiet. Rohrmünzmühle liegt an der Gemeindegrenze zu Greising, einem Gemeindeteil von Deggendorf.
Nach Rohrmünzmühle führt die Saulochschlucht, früher die einzige Verbindung von Deggendorf nach Rohrmünz. Der Saulochbach und der Hochspeicher Sauloch der Ruselkraftwerke liegen zum Teil auf dem Gebiet von Rohrmünzmühle.